# Prince (Virginie-Occidentale)
Pour les articles homonymes, voir Prince.
Prince est une census-designated place américaine située dans le comté de Fayette, en Virginie-Occidentale. Elle est située à une altitude de 388 mètres et  protégée au sein des parc national et réserve de New River Gorge. L'un de ses bâtiments remarquables est la Prince Brothers General Store, laquelle est inscrite au Registre national des lieux historiques depuis le 17 avril 1986.